# Lawinenball
Der Lawinenball oder Avalanche-Ball ist ein Ortungsmittel für die Lawinenverschüttetensuche.
Die Standardausrüstung im Schutz gegen Lawinen sind elektronische Suchgeräte, Sonde und Schaufel. Der Lawinenball unterstützt eine schnelle optische Ortung und kann im Sinne einer Risikominimierung zusätzlich zur Standardausrüstung angewendet werden.

## Wirkungsweise
Am Ende einer 6 Meter langen Schnur ist ein mit einer Federmechanik aufklappbarer Ball befestigt. Dieser wird mit der aufgewickelten Schnur in einer Systemtasche auf dem Rucksack befestigt. Wird ein Skitourenfahrer von einer Lawine erfasst, kann er die Arretierung der Feder selbst auslösen. Unter normalen Umständen kommt der Ball beim Stillstand der Lawine rund 5 Meter unterhalb (talwärts) des Verschütteten an der Oberfläche zu liegen. Durch Hochziehen und Verfolgung der gespannten Lawinenschnur gelangen die Helfer zum Verschüttungsort und können mit dem Ausgraben beginnen.
Die rein mechanische Vorrichtung kann ohne weiteres Zubehör erneut ausgelöst werden, da keine Treibgase oder andere Treibmittel verwendet werden. Eine rein prophylaktische Auslösung im Zweifelsfall mindert daher die Einsatzfähigkeit während einer Tour nicht.
Das Ziel des Lawinenballs ist es, ohne  Ortungssysteme wie LVS-Geräte zu den Verschütteten zu finden. Im Gegensatz zum Lawinenairbag kann der Lawinenball die Verschüttung des Lawinenopfers nicht beeinflussen.
Es gibt mehrere Modelle des Lawinenballs. In einem weiteren Modell entspricht der Lawinenball einer Weiterentwicklung der ursprünglich bei der Schweizer Armee eingesetzten Lawinenschnur. Vor dem Befahren eines lawinenkritischen Hanges wird die Schnur des Lawinenballs durch einfaches Herausziehen vollständig abgerollt. Bei der Abfahrt wird der Lawinenball hinter dem Wintersportler hergezogen. Nach der Abfahrt kann die Schnur per Knopfdruck automatisch wieder aufgerollt werden. 